# Антиферромагнетизм
Антиферромагнетизм (от анти- и ферромагнетизм) — одно из магнитных состояний вещества, отличающееся тем, что магнитные моменты соседних частиц вещества ориентированы навстречу друг другу (антипараллельно), и поэтому намагниченность тела в целом очень мала. Этим антиферромагнетизм отличается от ферромагнетизма, при котором одинаковая (одноосная и сонаправленная) ориентация магнитных моментов приводит к высокой намагниченности тела.

Антиферромагнитный порядок намагниченности

## Теория

### Феноменологическая теория

#### Вектор антиферромагнетизма
В простейшем случае вектор антиферромагнетизма вводят как векторную разницу намагниченности двух магнитных подрешёток кристалла
{\displaystyle \mathbf {L} =\mathbf {M} _{1}-\mathbf {M} _{2}.}
В основном состоянии {\displaystyle \mathbf {M} _{1}=-\mathbf {M} _{2}} и {\displaystyle \mathbf {L} =2\mathbf {M} _{1}}. При этом становится удобным описывать возбужденные состояния вводя суммарный магнитный момент
{\displaystyle \mathbf {M} =\mathbf {M} _{1}+\mathbf {M} _{2},}
связанный с вектором антиферромагнетизма соотношениями
{\displaystyle \mathbf {M} \mathbf {L} =0,\quad \mathbf {M} ^{2}+\mathbf {L} ^{2}=4M_{0}^{2},}
где M0 — намагниченность насыщения.